# Andrzej Kwiatkowski (inżynier)

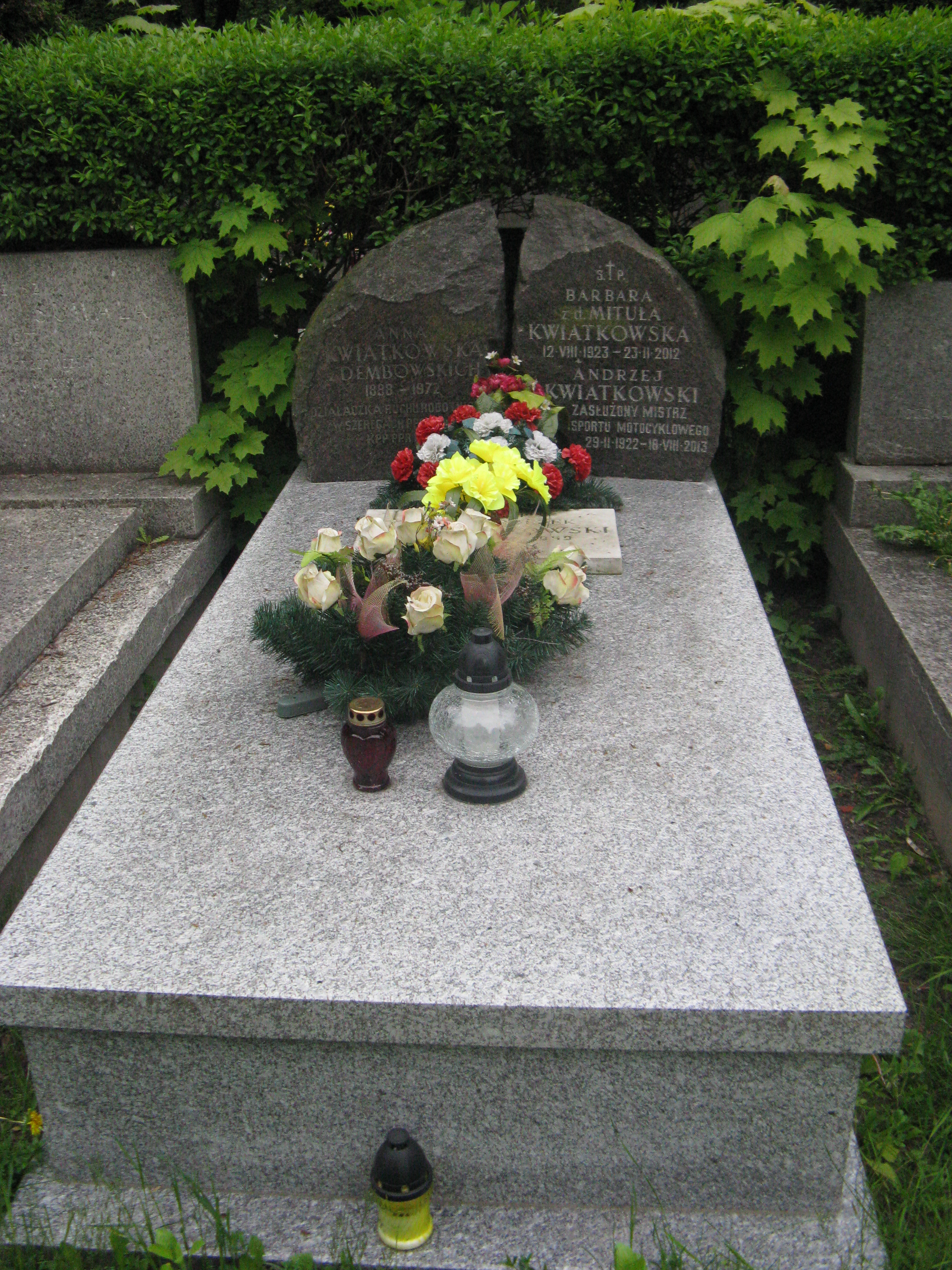
Grób Andrzeja Kwiatkowskiego na Wojskowych Powązkach

Andrzej Kwiatkowski (ur. 29 grudnia 1922, zm. 18 sierpnia 2013) – inżynier, autor publikacji dotyczących techniki jazdy motocyklem, Mistrz Polski w rajdach motocyklowych (lata 40., 50., 60. XX wieku). Zasłużony Mistrz Sportu motocyklowego.

## Życiorys
Prawo jazdy uzyskał w roku 1938. Podczas lat 1940−1944 jest wpierw bezpłatnym praktykantem, później praktykantem i mechanikiem samochodowym, wreszcie kierowcą zawodowym w Warszawskiej Straży Ogniowej (samochód gaśniczy Mercedes Benz na nadwoziu 1 tonowym). Jeździł też 3t Chevroletem z montażu w zakładach Lilpoppa na warszawskiej Woli i zasilany gazem drzewnym. W 1944 na skutek denuncjacji aresztowany przez Gestapo, więziony na Pawiaku, następnie przetransportowany do obozu Stutthof, gdzie zastał go koniec wojny.
Po ukończeniu studiów od 1951 był pracownikiem w Instytucie Motoryzacji. Brał czynny udział w rodzących się konstrukcjach polskich motocykli (WFM, Junaka wersji M07 i M10). W latach 90. XX w. jego artykuły były publikowane w Świecie Motocykli (artykuły pt. Wariacje na temat techniki jazdy, Hamowanie − zbawienie czy zagrożenie?, Hamowanie − zbawienie czy zagrożenie? (II część), Banały i prawdy o ruszaniu, Jazda szosowa), a wcześniej w specjalistycznych czasopismach motoryzacyjnych, w tygodnikach Auto Moto Sport i Motor, twórca regulaminów sportowych oraz skryptów szkoleniowych technicznych i jeździeckich dla zawodników.
Andrzej Kwiatkowski podczas kariery zawodniczej startował w zawodach (lata 1946−1962) na motocyklach: Harley-Davidson WLA, AJS 500 (AJS 49/18C), Matchless 350 (G3/LC), BSA 500 (Gold Star ZB34), raz na M-72. Jednym z pierwszych jego sukcesów  był Wiosenny Rajd w Powsinie w 1947 roku, kiedy to jako student Politechniki Śląskiej - uzyskał najlepszy czas próby i wygrał rajd w swojej klasie. W tym samym roku, jako członek zespołu AZS Gliwice, startował w Rajdzie Tatrzańskim na motocyklu SHL 98 cm³, przyczyniając się do zwycięstwa swego zespołu. Od 1951 roku był członkiem Głównej Komisji Sportowej Motocyklowem PZM. Jest twórcą wielu regulaminów sportowch. Oprócz skryptów szkoleniowych opracował wiele innych publikacji, też z zakresu równowagi i stateczności motocykli. Ponad 70-letnią karierę motocyklisty zakończył w roku 2010.
Działał przez wiele lat jako rzeczoznawca w Stowarzyszeniu Rzeczoznawców Samochodowych w Warszawie.
Podczas studiów uprawiał również szybownictwo (kategoria A+B, szybowce SG-38 i IS-3 ABC).
Pochowany na Cmentarzu Wojskowym na Powązkach 29 sierpnia 2013 roku w grobie rodzinnym (kwatera B33-1-14).

## Publikacje
- Krzysztof Brun, Andrzej Kwiatkowski; Jak jeździć motocyklem i skuterem, Wydawnictwa Komunikacji i Łączności, Warszawa 1964
- Andrzej Biliński, Andrzej Kwiatkowski; Wyszkolenie sportowca motocyklowego Cz. 1 i 2, Sprawność fizyczna oraz Wejście w sport motocyklowy, Polski Związek Motorowy. Główna Komisja Sportowa Motocyklowa; Polski Związek Motorowy. Główna Komisja Sportowa Motocyklowa, Warszawa 1965
- Wyszkolenie sportowca motocyklowego. Cz. 3, Jazda rajdowa, A. Kwiatkowski, Polski Związek Motorowy. Główna Komisja Sportowa Motocyklowa; Polski Związek Motorowy. Główna Komisja Sportowa Motocyklowa, Warszawa 1965
- Andrzej Kwiatkowski; Technika wyczynowej jazdy motocyklem, Wydawnictwa Komunikacji i Łączności, Warszawa 1971
- Andrzej Kwiatkowski; Technika poprawnej jazdy samochodem, Wydawnictwa Komunikacji i Łączności, Warszawa 1976